# Ealdgyth (drottning)
Ealdgyth, född 992, död efter 1016, var en drottning av England, gift med Edmund Järnsida.  Hennes namn är inte bekräftat av historisk källor.
Hon var först gift med adelsmannen Sigeferth. Hennes man tillhörde de adelsmän som dödades i Oxford av Eadric Streona. Hans egendom konfiskerades, medan hon placerades i Malmesbury Abbey. Under Edmund Järnsidas uppror mot sin far 1015 hämtade han henne ur klostret och gifte sig med henne. Denna akt gjorde att hennes förre makes anhängare anslöt sig till honom. Hon var Englands drottning under makens korta regeringstid 1016. Det är okänt vad som hände med henne efter hennes makes regeringstid, huruvida hon lämnade England eller inte. 
Hon kallas allmänt för Ealdgyth, men det namnet är inte helt bekräftat och var möjligen förväxlat med hennes svägerskas, som man visste hade detta namn. 
Barn:
- Edvard Landsflyktingen "Aetheling" (1016–1057), född i Wessex, avliden i London, gift med Agatha av Ungern omkring 1035.
- Edmund Ætheling (född cirka 1015–1017, troligen död 1046), gift med en prinsessa av Ungern (Hedwig?)